# Đại Dực
Đại Dực là một xã thuộc huyện Tiên Yên, tỉnh Quảng Ninh, Việt Nam.

## Địa lý
Xã Đại Dực nằm ở phía đông bắc huyện Tiên Yên, có vị trí địa lý:
- Phía đông giáp huyện Đầm Hà
- Phía tây giáp xã Phong Dụ
- Phía nam giáp xã Đông Ngũ và xã Yên Than
- Phía bắc giáp huyện Bình Liêu.

Xã Đại Dực có diện tích 46,29 km², dân số năm 2018 là 2.602 người, mật độ dân số đạt 56 người/km².

## Lịch sử
Ngày 12 tháng 6 năm 2006, Chính phủ ban hành Nghị định số 58/2006/NĐ-CP. Theo đó, thành lập xã Đại Thành trên cơ sở điều chỉnh 2.058,60 ha diện tích tự nhiên và 1.193 người của xã Đại Dực.
Sau khi điều chỉnh địa giới hành chính, xã Đại Dực còn lại 2.560,70 ha diện tích tự nhiên và 1.496 người.
Đến năm 2018, xã Đại Thành có diện tích 19,20 km², dân số là 1.057 người, mật độ dân số đạt 55 người/km². Xã Đại Dực có diện tích 27,09 km², dân số là 1.545 người, mật độ dân số đạt 57 người/km².
Ngày 17 tháng 12 năm 2019, Ủy ban thường vụ Quốc hội ban hành Nghị quyết số 837/NQ-UBTVQH14 về việc sắp xếp các đơn vị hành chính cấp huyện, cấp xã thuộc tỉnh Quảng Ninh (nghị quyết có hiệu lực từ ngày 1 tháng 1 năm 2020). Theo đó, sáp nhập toàn bộ diện tích và dân số của xã Đại Thành trở lại xã Đại Dực.